# Лук тёмнофиолетовый
Лук тёмнофиолетовый (лат. Allium fuscoviolaceum) — многолетнее травянистое растение, вид рода Лук (Allium) семейства Луковые (Alliaceae).

## Распространение и экология
В природе ареал вида охватывает Закавказье, восточные районы Турции и северные районы Ирана.
Произрастает на сухих склонах.

## Ботаническое описание
Луковица яйцевидная, диаметром 0,75—1,5  мм; наружные оболочки серые, бумагообразные; оболочки замещающей луковицы желтоватые. Луковички одиночные, крупные, гладкие, блестящие, желтоватые. Стебель высотой около 30—70 см, на треть одетый гладкими влагалищами листьев.
Листья в числе трёх—четырёх, шириной 2—3 мм, дудчатые, полуцилиндрические, желобчатые, по краю обычно шероховатые, значительно короче стебля.
Чехол в два раза короче зонтика. Зонтик коробочконосный, шаровидный или даже полушаровидный, густой, многоцветковый. Цветоножки в два—три раза длиннее околоцветника, почти равные или внутренние до полутора раз длиннее, при основании с прицветниками. Листочки продолговато-яйцевидного околоцветника тёмно-, реже, светло-пурпурные, с более тёмной жилкой, продолговатые, почти равные, гладкие, длиной около 4 мм, наружные тупые, килеватые. Нити тычинок немного длиннее листочков околоцветника, при основании между собой и с околоцветником сросшиеся, ресничатые, наружные треугольно-шиловидные, внутренние трёхраздельные. Столбик выдается из околоцветника.
Створки коробочки широко эллиптические, неглубоко-выемчатые, длиной около 4 мм.

## Таксономия
Вид Лук тёмнофиолетовый входит в род Лук (Allium) семейства Луковые (Alliaceae) порядка Спаржецветные (Asparagales).
|  |                                      |  |                                                             |                                                             |                   |  | ещё 24 семейства (согласно Системе APG II) | ещё 24 семейства (согласно Системе APG II) |                         |  |  |  | ещё более 870 видов |
|  |                                      |  |                                                             |                                                             |                   |  | ещё 24 семейства (согласно Системе APG II) | ещё 24 семейства (согласно Системе APG II) |                         |  |  |  | ещё более 870 видов |
|  |                                      |  |                                                             | порядок Спаржецветные                                       |                   |  |                                            |                                            | род Лук                 |  |  |  |                     |
|  |                                      |  |                                                             | порядок Спаржецветные                                       |                   |  |                                            |                                            | род Лук                 |  |  |  |                     |
|  | отдел Цветковые, или Покрытосеменные |  |                                                             |                                                             | семейство Луковые |  |                                            |                                            | вид Лук тёмнофиолетовый |  |  |  |                     |
|  | отдел Цветковые, или Покрытосеменные |  |                                                             |                                                             | семейство Луковые |  |                                            |                                            |                         |  |  |  |                     |
|  |                                      |  | ещё 44 порядка цветковых растений (согласно Системе APG II) | ещё 44 порядка цветковых растений (согласно Системе APG II) |                   |  |                                            | ещё около 300 родов                        | ещё около 300 родов     |  |  |  |                     |
|  |                                      |  |                                                             | ещё 44 порядка цветковых растений (согласно Системе APG II) |                   |  |                                            |                                            | ещё около 300 родов     |  |  |  |                     |